# مریدیت اسکات لین
مریدیت اسکات لین (انگلیسی: Meredith Scott Lynn؛ زادهٔ ۸ مارس ۱۹۷۰) یک فیلم‌نامه‌نویس، تهیه‌کننده، بازیگر سینما، کارگردان، و هنرپیشه اهل ایالات متحده آمریکا است. وی از سال ۱۹۸۸ میلادی تاکنون مشغول فعالیت بوده‌است.
او همچنین در فیلم‌های آدمکش‌های هالیوود، بازنده و خون‌آشام‌ها بازی کرده‌است.